# Le Touvet
Le Touvet is een gemeente in het Franse arrondissement Grenoble, in het departement Isère, in de regio Auvergne-Rhône-Alpes. De gemeente ligt aan de rechteroever van de Isère, midden in de Grésivaudan, het brede rivierdal tussen de Chartreuse en het Balcon de Belledonne, onderdeel van het massief van de Belledonne. Le Touvet telde op 1 januari 2022 3.115 inwoners. 

## Kasteel van Touvet
Binnen de muren van een middeleeuwse burcht staat een kasteel met een fraaie kasteeltuin.

## Geografie
De oppervlakte van Le Touvet bedroeg op 1 januari 2022 11,56 vierkante kilometer; de bevolkingsdichtheid was toen 269,5 inwoners per km².

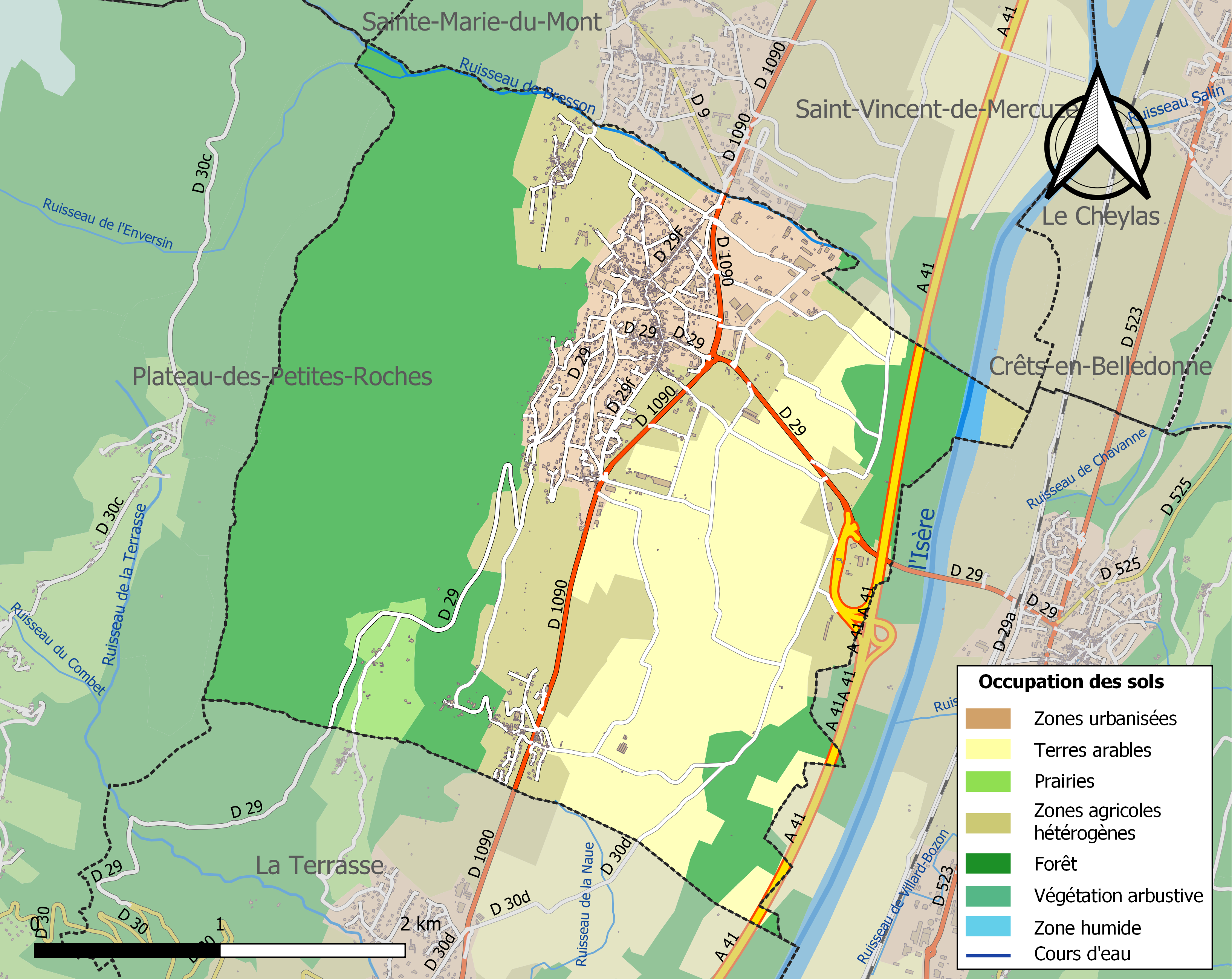
Kaart van de gemeente met de belangrijkste infrastructuur, bodemgebruik en omliggende gemeenten

 Le Touvet ligt op de rechteroever van de Isère aan de oostflank van de Chartreuse, een bergmassief in de Franse Voor-Alpen. Een brug verbindt Le Touvet met Goncelin aan de overkant.
De onderstaande kaart toont de ligging van Le Touvet met de belangrijkste infrastructuur en aangrenzende gemeenten.

## Demografie
Onderstaande figuur toont het verloop van het inwonertal (bron: INSEE-tellingen).